# Stefano Durazzo (kardynał)
Stefano Durazzo (ur. 16 czerwca 1594 w Genui, zm. 11 lipca 1667 w Rzymie) – włoski kardynał.

## Życiorys
Urodził się 16 czerwca 1594 roku w Genui, jako syn Pietra Durazzo i Aurelii Saluzzo. Studiował w Rzymie, a następnie został referendarzem Trybunału Obojga Sygnatur, klerykiem Kamery Apostolskiej i protonotariuszem apostolskim. W 1618 roku przyjął święcenia kapłańskie. 28 listopada 1633 roku został kreowany kardynałem prezbiterem i otrzymał kościół tytularny San Lorenzo in Panisperna. W latach 1634–1637 był legatem w Ferrarze, a w okresie 1640–1642 – w Bolonii. 5 marca 1635 roku został arcybiskupem Genui, a 22 kwietnia przyjął sakrę. W 1664 roku zrezygnował z zarządzania diecezją. Zmarł 11 lipca 1667 roku w Rzymie.